# Monuma Constant Jr.
Jean Junior Constant Monuma, plus couramment appelé Monuma Constant Jr., né le 1er avril 1982 à Port-au-Prince, est un footballeur haïtien qui évolue au poste de milieu de terrain défensif.
Son père, Monuma Constant, était lui aussi footballeur, ancien joueur du Violette AC.

## Biographie

### Carrière en club
Formé dans le club de son père, le Violette AC, Constant Monuma Jr. passe à l'AS Carrefour avant de jouer pour le Don Bosco FC à partir de 2007. Entre 2012 et 2014, il évolue au RC Haïtien. 
L'année suivante, il revient au Don Bosco FC où il a l'occasion de remporter le tournoi d'ouverture 2015 et de jouer le CFU Club Championship 2015. En 2017, il signe pour l'AS Sud-Est, club de la ville de Jacmel.

### Carrière en sélection
Monuma Constant Jr. fait ses débuts en sélection d'Haïti lors d'un match comptant pour les éliminatoires de la Coupe du monde 2010, le 19 novembre 2008, contre le Suriname (résultat 1-1). Il marque son premier but à l'occasion d'un match amical contre le Qatar, le 18 novembre 2010, d'un tir de plus de 40 mètres qui finit dans la lucarne du portier adverse. 
Il enchaîne en 2012 avec les éliminatoires de la Coupe du monde 2014 (trois rencontres et un but) et dispute la phase finale de la Coupe caribéenne des nations 2012.
Retenu dans la liste finale des sélectionnés pour la Gold Cup 2013, il y dispute deux matchs. Non convoqué pour la Gold Cup 2015, il est repêché par Marc Collat afin de disputer les quarts-de-finale, face à la Jamaïque. En septembre 2015, il joue deux matchs des qualifications de la Coupe du monde 2018 contre la Grenade.
Buts en sélection
| Buts en sélection de Monuma Constant Jr. | Buts en sélection de Monuma Constant Jr. | Buts en sélection de Monuma Constant Jr.    | Buts en sélection de Monuma Constant Jr. | Buts en sélection de Monuma Constant Jr. | Buts en sélection de Monuma Constant Jr. | Buts en sélection de Monuma Constant Jr. |
|                                          | Date                                     | Lieu                                        | Adversaire                               | Score                                    | Résultat                                 | Compétition                              |
| ---------------------------------------- | ---------------------------------------- | ------------------------------------------- | ---------------------------------------- | ---------------------------------------- | ---------------------------------------- | ---------------------------------------- |
| 1.                                       | 18 novembre 2010                         | Khalifa International Stadium, Doha (Qatar) | Qatar                                    | 0-1                                      | 0-1                                      | Amical                                   |
| 2.                                       | 2 septembre 2011                         | Stade Sylvio-Cator, Port-au-Prince (Haïti)  | Îles Vierges des États-Unis              | 4-0                                      | 6-0                                      | Qualif. Coupe du monde 2014              |
| 3.                                       | 7 septembre 2012                         | Stade Sylvio-Cator, Port-au-Prince (Haïti)  | Saint-Martin                             | 2-0                                      | 7-0                                      | Qualif. Coupe caribéenne 2012            |
| 4.                                       | 7 septembre 2012                         | Stade Sylvio-Cator, Port-au-Prince (Haïti)  | Saint-Martin                             | 4-0                                      | 7-0                                      | Qualif. Coupe caribéenne 2012            |

## Palmarès

### En club
- Don Bosco FC
  - Champion d'Haïti en 2015 (ouverture).